# Castello di San Basilio
Il castello di San Basilio è un castello situato in territorio comunale di Pisticci vicino alla strada provinciale Pisticci-mare.

## Storia
Fu costruito come masseria fortificata intorno al VII secolo dalla comunità monastica dei basiliani. Divenne poi feudo normanno assumendo sempre più le caratteristiche di un castello con la costruzione del torrione centrale. Dai feudatari normanni fu in seguito donato alla comunità benedettina dell'abbazia di Santa Maria del Casale di Pisticci.
Nel XIV secolo passò di proprietà alla Certosa di Padula e, nel 1830 al marchese Angelo Matteo Ferrante di Ruffano e suo figlio Matteo Gennaro, attualmente è proprietà della famiglia Berlingieri e custodisce attualmente un'importante collezione di opere e installazioni di arte contemporanea.
L'imponente edificio si sviluppa intorno alla corte centrale, su cui si affacciano gli edifici principali, ospitanti il refettorio, la cucina, il dormitorio, l'archivio, la biblioteca, la chiesetta del XVIII secolo e la sala capitolare.
Il complesso è dominato dalla grande torre quadrata del Re Ruggiero, che la fece costruire, che risale alla prima metà dell'XI secolo e dalla cui sommità lo sguardo spazia su un territorio immenso comprendente tutto l'arco del golfo di Taranto, infatti il castello è costruito su una lieve altura che permette di dominare il territorio circostante e tuttavia è immerso nel verde in modo tale che non poteva essere ben localizzato immediatamente dai nemici. La funzione principale della torre era infatti quella di controllare il litorale coadiuvata dalle altre torri vicine per dare l'allarme in caso di sbarco dei pirati saraceni.
Sulla terrazza della torre è infatti ancora posta la campana dell'allarme.
L'ingresso esterno era costituito da un ponte levatoio, oggi sostituito da un ponte ad arco in muratura. Sul portale d'ingresso è presente lo stemma araldico della famiglia Berlingeri di Crotone.
Il Castello di San Basilio è raggiungibile dalla SS 106 provenendo dalla svincolo di Marconia- San Basilio (Marina di Pisticci) verso sud, oppure dalla strada provinciale che interconnette San Basilio con località 48 (sempre Marina di Pisticci però provenendo da San Teodoro), Nelle vicinanze sono presenti strutture ricettive per pernottamento.